# 굿모닝! 채널A
굿모닝! 채널A는 대한민국에서 월~금 오전 7시~8시에 텔레비전으로 방송되었던 채널A의 주중 아침 뉴스 프로그램이다.

## 채널A의 뉴스 프로그램
- 신문으로 보는 세상
- 채널A 12시 뉴스
- 채널A 이언경의 세상만사
- 스포츠 베토벤
- 뉴스A

## 동시간대 경쟁 프로그램
- 생방송 매일경제 (매일방송)